# Кириченко Ольга Олександрівна
Кириченко Ольга Олександрівна (27 січня 1976) — радянська плавчиня.
Учасниця Олімпійських Ігор 1992 року в естафеті 4x100 метрів комплексом.